# Schlesische Zeitung
De Schlesische Zeitung was een krant uit de stad Breslau en destijds een van de bekendste kranten van Pruisen en zelfs het Duitse Rijk.

## Geschiedenis
De krant werd opgericht door Johann Jakob Korn in 1742, kort nadat Silezië een jaar eerder uit Habsburgse in Pruisische handen was overgegaan, en koning Frederik de Grote hem hiertoe het recht gaf.
De eerste editie verscheen op 3 januari 1742, toen nog onder de naam Schlesische Privilegierte Staats-, Kriegs- und Friedenszeitung. Aanvankelijk verscheen de krant drie keer per week. In 1801 werden per editie tussen de 1200 en 1300 oplages gedrukt. In 1813 heette de krant Schlesische privilegirte Zeitung.
In 1881 verscheen de krant drie keer per dag. Bij het 150-jarige bestaan in 1892 verscheen er een jubileumboek van 340 pagina's over de Duitse en Europese geschiedenis en de geschiedenis van de krant. Na de verwoesting van Breslau aan het einde van de Tweede Wereldoorlog hield de krant op te bestaan.
De krant kreeg een doorstart in München door de stichting Kulturwerk Schlesien onder de naam Bergstadtverlag Wilhelm Gottlieb Korn GmbH.